# Bistum Lamego
Das Bistum Lamego (lateinisch Dioecesis Lamacensis, portugiesisch Diocese de Lamego) ist eine im Norden Portugals gelegene römisch-katholische Diözese mit Sitz in der Stadt Lamego.

## Geschichte
Bereits aus dem 6. Jahrhundert sind Bischofsnamen bekannt; offiziell wurde das Bistum Lamego jedoch erst 4 Jahre nach der Unabhängigkeit Portugals (1139), also im Jahr 1143, errichtet und dem Erzbistum Braga als Suffraganbistum unterstellt. Am 20. April 1922 gab das Bistum Lamego Teile seines Territoriums zur Gründung des Bistums Vila Real ab.